# Riekiella woodwardi
Riekiella woodwardi är en tvåvingeart som beskrevs av Kelsey 1971. Riekiella woodwardi ingår i släktet Riekiella och familjen fönsterflugor. Inga underarter finns listade i Catalogue of Life.